# Hans Brausewetter
Hans Brausewetter (Málaga, 27 maggio 1899 – Berlino, 29 aprile 1945) è stato un attore tedesco.

## Filmografia parziale
- Der Kaufmann von Venedig, regia di Peter Paul Felner (1923)
- Ein Glas Wasser, regia di Ludwig Berger (1923)
- Wenn der Hahn kräht, regia di Carl Froelich (1936)
- Paradies der Junggesellen, regia di Kurt Hoffmann (1939)